# TV Nova Era
TV Nova Era é uma emissora de televisão brasileira sediada em Colinas, cidade do estado do Maranhão. Opera no canal 9 (18 UHF digital) e é afiliada à Band. Pertence ao Sistema Nova Era de Comunicação, que também é responsável, na cidade, por manter as repetidoras da Rede Meio (canal 7), TV Mirante Cocais (canal 13), TV Difusora São Luís (canal 11.1) e Band Maranhão (canal 9), além da Guanabara FM.

## História
A TV Nova Era entrou no ar em abril de 1992, sendo afiliada à Rede Bandeirantes. Foi fundada por Carlos Brandão Junior e Marcus Brandão, parentes do ex-prefeito José Henrique Brandão. A outorga da emissora, no entanto, só foi concedida em 10 de maio de 1996, quatro anos após sua inauguração.
Em 1997, a TV Nova Era passou a operar no canal 13 VHF, por meio de uma concessão da então TV Maranhão Central, e tornou-se afiliada à Rede Globo, em associação com a TV Mirante. A Band continuou sendo retransmitida pelo canal 9.
Em 24 de abril de 2012, às 18 horas, o Sistema Nova Era ativou uma retransmissora da Rede Meio Norte, operando no canal 7 VHF. O canal, no entanto, não constava na listagem de canais da ANATEL para a cidade. Havia o projeto de transmitir programação local.
Em 31 de dezembro de 2018, após 21 anos, a TV Nova Era deixou o canal 13 e a afiliação com a Rede Globo. A estação passou a operar no canal 7 VHF, em fase experimental, retransmitindo a programação da Rede Meio Norte. O canal 13 foi mantido no ar, tornando-se uma retransmissora da TV Mirante Cocais.
Em 21 de janeiro de 2019, a emissora voltou a transmitir o Jornal Nova Era, que estava fora do ar desde dezembro. Em 15 de junho, a TV Nova Era deixou a Rede Meio Norte e o canal 7, voltando a ser afiliada da Band no canal 9 após 22 anos.

## Programas
Além de retransmitir a programação nacional da Band, a TV Nova Era produz e exibe o Jornal Nova Era, telejornal apresentado por Misael Ribeiro.
Diversos outros programas compuseram a grade da emissora, e foram descontinuados:
- Edelson Moura na TV
- Evangelho Puro e Simples
- TV Ofertas

## Equipe

### Membros atuais
- Luis Carlos Rodrigues[11]
- Luiz Filho
- Misael Ribeiro[12]

### Membros antigos
- Lisiane Martins[11]
- Luma Campos
- Nágila Sousa
- Roseane Barboza